# John Reimberg
John Reimberg Oviedo es un empresario, consultor y funcionario ecuatoriano. Es el ministro del Interior del Ecuador desde febrero de 2025, en el gobierno de Daniel Noboa.

## Biografía
Realizó su formación en el Colegio Nuevo Mundo. También cursó especializaciones en seguridad integral, gestión de riesgos, protección de infraestructuras estratégicas, auditoría, inteligencia y respuesta ante amenazas.

### Trayectoria empresarial
Fue director ejecutivo de Business Alliance for Secure Commerce (BASC), una alianza empresarial global que fomenta el comercio seguro junto a gobiernos y organismos internacionales (2000-2009); gerente de seguridad de Omarsa, empresa productora y exportadora de camarón ecuatoriano (2000-2012); y gerente de seguridad en Nirsa, fabricante de Alimentos Real, supervisando la seguridad a nivel nacional y custodias (2012-2025).
Funge como gerente general de Segurpacific, empresa de seguridad privada; presidente de Transpart S.A., especializada en transporte terrestre pesado nacional e internacional. Además, es gerente general y accionista de Cleaning Control Hygiene Limcon S.A., dedicada a servicios de limpieza.
También fue accionista en Titadsu S.A., dedicada a la venta de suministros para autos. Fue gerente general de la empresa Seguridad Para Camaroneras Segucam C. Ltda., dedicada a servicios de guardias de seguridad, entre 2011 y 2012.

## Trayectoria pública
El 28 de enero de 2025, asumió la dirección general del Servicio Integrado de Seguridad ECU 911.

### Ministro de Estado
El 21 de febrero del mismo año, fue nombrado por el presidente Daniel Noboa, como ministro del Interior del Ecuador. Al día siguiente, su cuenta personal de X fue suspendida, tras un enfrentamiento con la candidata presidencial, Luisa González.
Una de sus primeras medidas, fue pedir la renuncia de diez generales de la cúpula de la Policía Nacional del Ecuador, para evaluar y reorganizar la institución.
El 2 de abril siguiente, anunció que, cuando Adolfo Macías, alias Fito, sea localizado, será extraditado a Estados Unidos, donde es acusado de varias sanciones. Al día siguiente, 3 de abril, Reimberg y Gian Carlo Loffredo, ministros del Interior y Defensa, respectivamente, se reunieron con Mario Díaz-Balart, para concretar acuerdos de seguridad en Estados Unidos.